# Concerto para piano n.º 2 (Liszt)
O Concerto para piano n.º 2 em lá maior, S.125, é uma obra de Franz Liszt.
O concerto evoluiu de um primeiro manuscrito escrito entre 1839 e 1840, até uma quarta e última revisão de 1861. Liszt dedicou a peça ao seu estudante Hans von Bronsart, que a estreou sob direcção do compositor em 7 de janeiro de 1857 em Weimar.

## Orquestração e estrutura
O concerto foi orquestrado para piano solista, três flautas (uma dobrando o piccolo), dois oboés, dois clarinetes, dois fagotes, duas trompas, dois trompetes, três trombones, tuba, tímpano, tímbales e secção de cordas.
Está escrita com um único, longo movimento, dividido em seis secções ligadas por transformações de diversos temas. As secções são:
- Adagio sostenuto assai
- Allegro agitato assai
- Allegro moderato
- Allegro deciso
- Marziale un poco meno allegro
- Allegro animato

O concerto dura aproximadamente 20 minutos.